# Susan Lucci
Pour les articles homonymes, voir Cross.
Susan Victoria Lucci, née le 23 décembre 1946 à Scarsdale dans l'État de New York, est une actrice américaine, elle est particulièrement connue pour son rôle d'Erica Kane dans la série La Force du destin et son rôle de Geneviève De la Tour dans la série Devious Maids.

## Biographie
D'origine italienne et suédoise, sa jeunesse se passe à Garden City. Elle a toujours voulu être actrice et prend des cours de pose de voix, de danse ou de théâtre dès son adolescence. Au lycée, elle continue dans cette perspective, jouant des rôles dans des comédies musicales mises en scènes dans ce cadre, comme  Oklahoma et The King and I ; on la voit aussi diriger des échanges culturels avec la Norvège. Après le lycée de Garden City, elle se rend au Marymount College de Tarrytown (New York), connu pour son programme de théâtre. Diplômée d'un BFA en arts du théâtre, elle essaie quelques auditions à New York. Elle commence dans les divers métiers du cinéma, et assume quelques rôles de figurant.
En 1969, elle passe des auditions pour La Force du destin (1970), dans lequel elle joue le rôle d'Erica Kane. C'est à cette époque qu'elle rencontre Helmut Huber, qu'elle épouse et dont elle a deux enfants (Andreas et Liza). 
En 1978, elle est nommée pour la première fois au Daytime Emmy, ce qui lui arrivera régulièrement ensuite, mais sans arriver à décrocher le prix jusqu'en 1999, où la 19e nomination est couronnée de la victoire. 
Elle a participé à l'émission américaine Dancing with the Stars.
En 2012, elle fait partie du casting de Devious Maids, la série télévisée de Marc Cherry, où elle incarne Geneviève De la Tour.

### Produits de beauté
Elle a lancé un produit de soin de la peau Youthful Essence, avec Guthy-Renker, et le produit a été vendu à plus de 4 millions d'exemplaires. 
Son parfum, LaLucci, se vend dans les magasins Wal-Mart.

## Filmographie
- 1956 : As the World Turns, série télévisée (à laquelle elle participe dans les années 1960)
- 1969 : Goodbye Columbus, de Larry Peerce : invitée au mariage
- 1969 : Love Is a Many Splendored Thing, série télévisée commencée en 1967 (sa participation en 1969)
- 1970-2011 : La Force du destin (All My Children), soap opera d'Agnes Nixon : Erica Kane
- 1982 : Docteurs in love (Young Doctors in Love) de Garry Marshall : elle-même (non créditée)[1]
- 1982 : La croisière s'amuse (The Love Boat, série télévisée, épisode The Audition, The Groupies Doc's Nephew : Paula
- 1983 : L'Île fantastique ("Fantasy Island" série télévisée) épisode The Songwriter ou  Queen of the Soaps : Gina Edwards
- 1984 : Invitation pour l'enfer (Invitation to Hell téléfilm) : Jessica Jones
  - L'Homme qui tombe à pic ("The Fall Guy" série télévisée) épisode Stranger Than Fiction : Veronica Remy
- 1986 : Mafia Princess (téléfilm) : Antoinette Giancana
  - Anastasia : Le Mystère d'Anna (Anastasia: The Mystery of Anna téléfilm) : Darya Romanoff
- 1987 : Haunted by Her Past (téléfilm) : Karen Beckett
- 1988 : Dans les griffes de la mafia (Lady Mobster téléfilm) : Laurel Castle
- 1990 :  "Saturday Night Live" (série télévisée) épisode #16.2 : hôte
  - Mariage en noir (The Bride in Black téléfilm) : Rose D'Amore-Malloy
  - "Dallas" (série télévisée commencée en 1978; participation en 1990-1991) : Hillary Taylor
- 1991 : The Image Workshop (série télévisée) : hôte
  - Mauvaise Rencontre (The Woman Who Sinned téléfilm) : Victoria Robeson
- 1992 : Double Edge (téléfilm) : Maggie Dutton/Carmen Moore
- 1993 : Between Love and Hate (téléfilm) : Vivian Conrad
- 1994 : French Silk (téléfilm) : Claire Laurent
- 1995 : Désir défendu (Seduced and Betrayed téléfilm) : Victoria Landers
  - Ebbie (téléfilm) : Elizabeth 'Ebbie' Scrooge
- 1998 : Charme fatal (Blood on Her Hands téléfilm) : Isabelle Collins
- 2004 : La Star de la famille ("Hope & Faith" série télévisée) épisodes Daytime Emmys: Part 1 & 2 : Jacqueline Karr
  - "Higglytown Heroes" (série télévisée) épisode Weather or Not ou Green in the Gills Weather Person Hero
- 2005 : Phénomène Raven (That's So Raven), série télévisée de Michael Poryes et Susan Sherman, épisode The Big Buzz : Ms. Romano
- 2010-2014 : Hot in Cleveland, série télévisée de Suzanne Martin : elle-même (5 épisodes)
- 2013-2016 : Devious Maids, série télévisée de Marc Cherry : Genevieve Delatour
- 2015 : Joy de David O. Russell : Danica

## Récompenses
- Primée aux Daytime Emmy Awards de 1999 (après 18 nominations) pour la Outstanding Lead Actress in a Drama Series dans "La Force du destin" (1970)
- Primée aux Gracie Allen Awards de 2005 d'un Gracie de Outstanding Female Lead in a Daytime Drama pour "La Force du destin" (1970)
- Primée aux Made in NY Awards de 2005 d'un MINY pour "La Force du destin" (1970) (en reconnaissance de ses 35 années de rôle "Erica Kane" dans le feuilleton, qui est jouée à New York)
- Primée aux People's Choice Awards de 1991 comme Favorite Female Television Daytime Performer
- Primée aux Soap Opera Digest Awards de 1993 comme Outstanding Lead Actress pour "La Force du destin" (1970) et de 1988 comme Editor's Choice - Daytime
- Primée aux Women in Film Lucy Awards de 1994.